# 32
Aquesta pàgina és per a l'any. Per al nombre, vegeu trenta-dos.

## Esdeveniments
- Sant Pere és nomenat el primer papa
- 3 de setembre - Mèxic: primers documents escrits d'Amèrica amb esteles de l'època Olmeca tardà

## Naixements
- Marc Salvi Otó: emperador romà

## Necrològiques
- Luci Calpurni Pisó Cesoní, cònsol romà